# Fairchild VZ-5
O VZ-5 (ou Modelo M-224-1) foi uma aeronave experimental de estudo para pouso e decolagem vertical (VTOL) criada na década de 1950 pela empresa Fairchild Aircraft para o Exército dos Estados Unidos.

## Desenvolvimento
Construído para o Exército dos Estados Unidos com a designação VZ-5 foi um de uma série de várias aeronaves experimentais desenvolvidas para investigar os aspectos e soluções para o pouso e decolagem vertical. O VZ-5 foi um monoplano com fuselagem toda em metal com asa alta e trem de pouso fixo. A fuselagem tinha um cockpit aberto para um piloto e um leme de cauda alto. O aspecto incomum da aeronave fez com que ele tivesse o motor um General Electric YT58-GE-2 montado na parte de trás do cockpit, provendo quatro hélices em quatro nacelas sendo duas por asa. Ele também tinha duas hélices de quatro pás pequenas na cauda acima do profundor para controle. A asa tinha flaps e ailerons comuns mas também possuía uma seção na asa que podia ser rebatida para agir como um flap totalmente estendido. Para a decolagem vertical dois terços da corda da asa agiam como um flap desviando o fluxo gerado pelas quatro hélices para baixo, criando uma sustentação vertical.
O VZ-5 foi primeiro voado amarrado em 18 de novembro de 1959 mas foram somente testes limitados antes de o projeto ser abandonado.

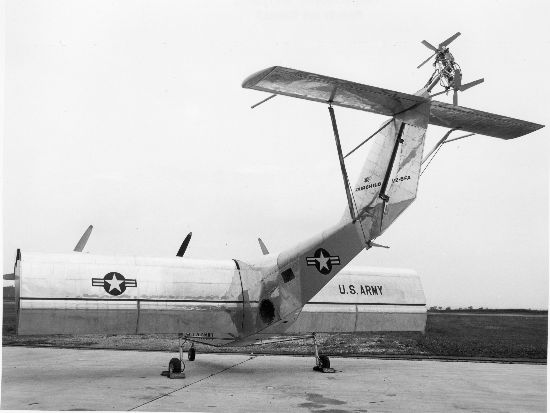
O VZ-5 com flaps totalmente estendidos.

## Operadores
- Exército dos Estados Unidos